# گوسارکینو
گوسارکینو (به لاتین: Gusarkino) یک منطقهٔ مسکونی در روسیه است که در باشقیرستان واقع شده‌است.